# 王绍渊
王绍渊（1920年—2003年1月3日），男，江苏丰县顺河镇王寨村人，中华人民共和国军事人物，中国人民解放军开国少将，兰州军区空军副政治委员。

## 生平
1937年到河南竹沟参加新四军，加入中国共产党。历任新四军竹沟留守处政治部秘书，新四军第6支队第三团营政治委员，新四军第四师第十一旅第三十二团二营教导员、团政治处主任、团政治委员。华东野战军第二纵队第六师第十三团政治委员。第三野战军第二十一军第六十三师政治部主任、师政委等职。解放军空军第五航校政治部主任，1954年6月—1956年7月空军第四军政治部主任。1956年7月—1959年6月南京军区空军政治部副主任，1959年6月—1967年2月南京军区空军政治部主任、1967年2月—1968年4月29日副政治委员。1968年4月受“杨、余、傅”事件牵连被打倒。1970年4月任兰州军区空军副政治委员等。1971年11月被撤职。1982年整党清查，认为在1967年曾冲击过南京军区司令员等问题，认为犯有严重政治错误，被开除党籍。1983年以副军级待遇离休驻北京北极寺干休所。
1955年被授予开国大校军衔。1961年晋升为少将。获二级独立自由勋章、二级解放勋章。